# Im Wilden Westen

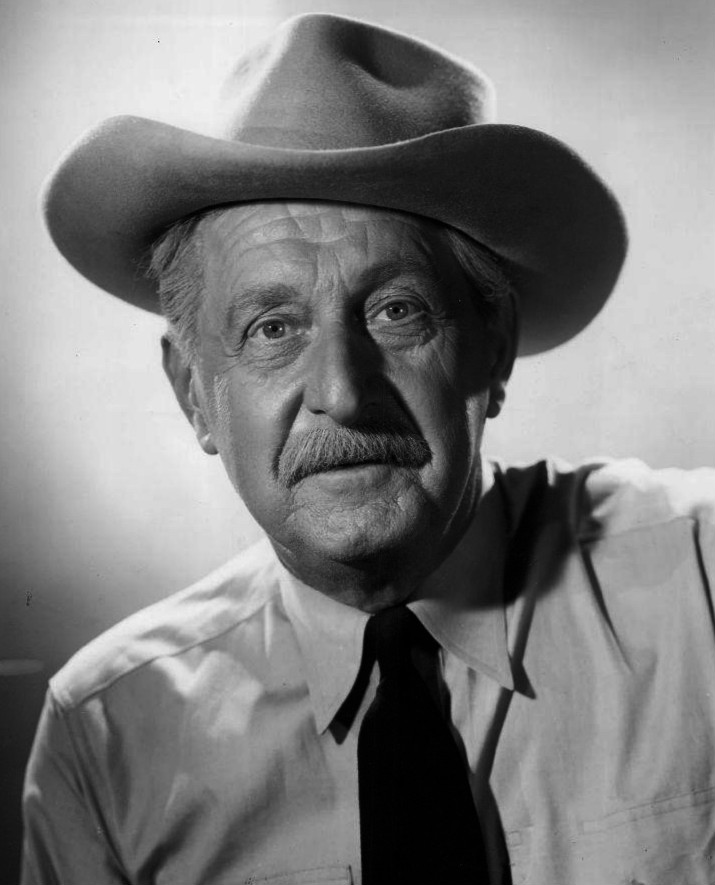
Im Wilden Westen (1953)

Im Wilden Westen (engl. Death Valley Days), auch Der Wilde Westen, ist eine US-amerikanische Fernsehserie, die zwischen 1952 und 1970 produziert und bis zum 1. August 1975 in Syndication ausgestrahlt wurde. Sie ist auch unter den Titeln Call of the West, The Pioneers, Trails West und Western Star Theater im englischen Sprachraum bekannt.
Als eine der ersten Anthologieserien behandelte sie in jeder Folge eine in sich abgeschlossene Geschichte aus dem Wilden Westen, die thematisch im Death Valley in Kalifornien angesiedelt war oder einen Bezug dazu hatte. Die Geschichten zeigen verschiedene Charaktere, Ereignisse und Orte aus der US-amerikanischen Geschichte und ehren das Erbe des Death Valley und der Pioniere, die es erschlossen.
Sie wurde 1930 von der Werbetexterin Ruth Woodman im Auftrag der Werbeagentur McCann-Erickson der Pacific Coast Borax Company geschaffen, die das Waschmittel „20 Mule Team Borax“ verkaufte, deren Rohstoff Borax im Death Valley abgebaut wurde. Im Wilden Westen gilt genretechnisch als eine der längsten Westernserien.

## Hintergrund

### Entstehungsgeschichte und Produktion
1930 suchte die Pacific Coast Borax Company nach Möglichkeiten, ihre Produkte zu vermarkten, darunter 20 Mule Team Borax, Borateem und die Handseife Boraxo. In Zusammenarbeit mit der New Yorker Werbeagentur McCann-Erickson entschied man sich für eine Hörfunksendung, die das Death Valley, den Ort, an dem ein Großteil der Borax-Abbauarbeiten des Unternehmens stattfand, in den Mittelpunkt stellen sollte. Die Werbetexterin von McCann, Ruth Woodman, die bereits Erfahrung mit Radiowerbung hatte, wurde ausgewählt, ein Konzept und Dialogbücher für die Sendung zu schreiben. Da Woodman zu diesem Zeitpunkt selbst nie das Death Valley besucht hatte, wurde die anfängliche Geschichte über die Entdeckung von Borax – auch Borsaures Natron und veraltet Tinkal genannt – ausschließlich anhand von Fachliteratur geschrieben. Woodman beschloss schließlich, das Death Valley zu besuchen, und unternahm mehrere Reisen, um Material für die Sendung zu recherchieren. Im Wilden Westen wurde schließlich zu einem Erfolgsformat im Radio und war bis 1945 auf Sendung.
Gut sieben Jahre später ließ die Pacific Coast Borax Company Im Wilden Westen für das neue Medium Fernsehen adaptieren. Ursprünglich war McCann-Erickson an einminütigen Werbespots für das Fernsehen interessiert, entschied sich dann aber für ein komplettes Programm-Sponsoring. Mit mehr als 750 Skripten aus annähernd 15 Jahren Radioprogrammen verfügte man bereits über ausreichend Inhalte.
Als die Serie für das Fernsehen überarbeitet wurde, schrieb Woodman in den ersten fünf Produktionsjahren weiterhin alle Drehbücher und wurde in dieser Zeit zur Redakteurin der Serie. Die Serie brach mit den üblichen Erzähl- und Handlungssträngen des Western-Genres und setzte auf historische Genauigkeit für ihre Geschichten; sie konzentrierte sich auf tatsächliche Pionierereignisse. Im Verlauf der Serie wurden auch andere Orte des amerikanischen Westens herangezogen.
In den ersten beiden Jahren wurde die Fernsehserie von Gene Autrys Flying A Productions produziert. 1954 verließen Dorrell und Stuart McGowan gemeinsam Autrys Produktionsfirma und gründeten McGowan Productions, die fortan die Serie produzierte. Im Jahr 1959 übernahm Filmaster Productions die Produktion, die bereits Rauchende Colts, Have Gun – Will Travel und Playhouse 90 für CBS Television produzierten. Der Präsident der Produktionsfirma, Robert Stabler, hatte den Ruf, Serien pünktlich und im Rahmen vorgegebener Produktionskosten zu liefern. Ab 1965 übernahm schließlich Madison Productions die Produktion von Im Wilden Westen.

### Dreharbeiten
Obwohl Teile der Serie in Kanab im US-Bundesstaat Utah sowie im Apacheland Studio in Arizona gedreht wurden, entstand ein Großteil der Außenaufnahmen im Death Valley National Park. Segmente wurden vor Ort nach kurzen, dreitägigen Drehplänen gedreht. Die Dreharbeiten fanden etwa sechs Mal pro Jahr statt und die Darsteller und die Filmcrew wohnten währenddessen im Furnace Creek Inn im Death Valley, einem Resort, das der Pacific Coast Borax Company gehörte. Gastsegmente, Innenaufnahmen und der finale Schnitt erfolgten schließlich im Studio. Filmaster produzierte zwei halbstündige Folgen pro Woche, wobei der Endschnitt in den Producers Studios in Hollywood erfolgte.

### Eigentumsrechte
Unter dem englischen Titel Death Valley Days wurde das Programm von der Pacific Coast Borax Company gesponsert, die nach einer Fusion – und während der Laufzeit des Programms – ihren Namen in U.S. Borax Company änderte. Die Konsumgütersparte von U.S. Borax, 20-Mule Team Borax, wurde schließlich von der Dial Corporation aufgekauft, die seit 2014 Teil des deutschen Konsumgüterkonzerns Henkel ist und ausgewählte Produkte weiterhin herstellt und in den Ursprungsmärkten vertreibt.
Die Bergbauaktivitäten wurden 1968 von der Rio Tinto Group übernommen, die als Rechtsnachfolgerin des ursprünglichen Sponsors U.S. Borax heute Eigentümerin der Fernsehrechte ist; obwohl die Urheberrechte bei der United States Borax and Chemical Corporation liegen, besitzt die Element 5 Media, LLC die Ausstrahlungs- und Heimvideorechte.

### Restaurierung
Die Firma Cinelicious von Paul Korver war maßgeblich an der Restaurierung des Originalbildmaterials von Im Wilden Westen beteiligt. Cinelicious arbeitete hierbei mit den U.S. Borax Film Archives und der Rio Tinto Group zusammen, um die Fernsehserie zu erhalten. Die 16-mm- und 35-mm-Filme wurden ab 2013 für die Filmkonservierung mittels eines Ultra High Definition-Scanners von Scanity digitalisiert.

## Besetzung
Jede der 452 Folgen wurde von einem Moderator eingeleitet. Am längsten lief „The Old Ranger“, eine Figur, die von 1952 bis 1965 von dem Schauspieler Stanley Andrews gespielt wurde.
Nach dem Ausscheiden von Andrews traten alle nachfolgenden Moderatoren unter ihrem eigenen Namen auf, angefangen mit Ronald Reagan, dem ehemaligen Moderator des General Electric Theater von CBS. Reagan trat in 21 Folgen von Im Wilden Westen auf, darunter in der Folge A City Is Born, in der er 1965 den Bergbauunternehmer Charles Debrille Poston spielte, der als „Vater“ des US-Bundesstaates Arizona gilt.
Als Reagan die Serie verließ, um für das Amt des Gouverneurs von Kalifornien zu kandidieren, wurde er von Robert Taylor abgelöst. Wie Reagan trat auch Taylor in einigen Folgen auf, darunter 1966 in The Day All Marriages Were Cancelled, die ebenfalls auf Postons Karriere Bezug nahm. Im Jahr 1967 spielte er Horace Bell in der Folge Major Horace Bell, den berüchtigten James „Shanghai“ Kelly aus San Francisco in der Folge Shanghai Kelly’s Birthday Party und Porter Stockton in Halo for a Badman. 1968 verkörperte er John Horton Slaughter, besser bekannt als Texas John Slaughter, in der Folge A Short Cut through Tombstone, eine Rolle, die zur damaligen Zeit am meisten mit dem Schauspieler Tom Tryon in Verbindung gebracht wurde.
Nachdem Taylor 1969 schwer erkrankt war (und im selben Jahr an Lungenkrebs verstarb), wurde er nach 69 Folgen von Dale Robertson abgelöst, dem Star zweier anderer Westernserien, Wells Fargo (Tales of Wells Fargo) und Iron Horse. Robertson fungierte 23 Folgen lang als Moderator und Gelegenheitsschauspieler, bis die Produktion neuer Episoden 1970 eingestellt wurde. Im Jahr 1975 kehrte die Serie für kurze Zeit in Wiederholungen zurück, bei denen der Sänger Merle Haggard für einige Folgen die Rolle des Erzählers übernahm.
Die Werbesprecherin der Serie war Rosemary DeCamp. Als die Fernsehadaption der Serie 1952 startete, gab Dorothy McCann DeCamp einen langfristigen Vertrag, damit diese mit ihren Töchtern in den Werbespots auftreten konnte. Sie hatte auch Auftritte in vier regulären Folgen von Im Wilden Westen.
Obwohl die Serie dem Anthologie-Format folgt, mit abgeschlossenen Geschichten und einer wechselnden Besetzung in jeder Folge, hatten einige Charakterdarsteller mehrere Auftritte während der über 18 Staffeln umfassenden Laufzeit; darunter Don Haggerty, John Pickard, Gregg Barton, Michael Vallon, James Seay, Guy Wilkerson und Roy Engel. Als Filmaster 1959 die Produktion übernahm, bestand eine der ersten Änderungen darin, auch bekannte Hollywood-Schauspieler zu verpflichten.

## Ausstrahlung
Ab 1952 begann die Ausstrahlung in den Vereinigten Staaten für damalige Verhältnisse eher unkonventionell. Die Sendung wurde nicht – wie meist üblich – über eines der großen landesweiten Fernsehnetzwerke wie ABC, CBS oder NBC ausgestrahlt, sondern eine direkte Syndizierung über lokale oder regionale Sender begann. Außerdem wurden neue Sendungen nicht wöchentlich, sondern alle zwei Wochen ausgestrahlt. Zu dieser Zeit war der konventionelle Ansatz: landesweite Ausstrahlung in einem wöchentlichen Rhythmus, um ein gleichbleibendes Publikum zu erreichen. McCann-Erickson war jedoch der Meinung, dass die frühere Popularität des Radioprogramms diese Hindernisse überwinden würde, was sich mit hohen Einschaltquoten (Nielsen Ratings) bereits während der ersten Staffel bestätigte.
McCann hatte Erfolg mit der Direktvermarktung der Sendung an lokale Sender, die in der ersten Staffel mit 64 Sendern begann und in der zweiten Staffel auf 73 Sender anwuchs; problematisch waren Märkte mit nur einem oder zwei Lokalsendern, in denen die nationalen Netzwerke dominierten.
| Staffel | Folgen | Erstausstrahlung | Letzte Ausstrahlung | Farbe oder S/W   |
| ------- | ------ | ---------------- | ------------------- | ---------------- |
| 1       | 18     | 1952             | 1953                | Schwarz-Weiß     |
| 2       | 18     | 1953             | 1954                | Schwarz-Weiß     |
| 3       | 18     | 1954             | 1955                | Schwarz-Weiß     |
| 4       | 21     | 1955             | 1956                | Schwarz-Weiß     |
| 5       | 17     | 1956             | 1957                | Schwarz-Weiß     |
| 6       | 25     | 1957             | 1958                | Schwarz-Weiß     |
| 7       | 33     | 1958             | 1959                | Schwarz-Weiß     |
| 8       | 38     | 1959             | 1960                | Schwarz-Weiß     |
| 9       | 30     | 1960             | 1961                | Schwarz-Weiß     |
| 10      | 26     | 1961             | 1962                | Schwarz-Weiß     |
| 11      | 26     | 1962             | 1963                | 23 S/W, 3 Farbe  |
| 12      | 26     | 1963             | 1964                | 16 S/W, 10 Farbe |
| 13      | 26     | 1964             | 1965                | Farbe            |
| 14      | 26     | 1965             | 1966                | Farbe            |
| 15      | 26     | 1966             | 1967                | Farbe            |
| 16      | 26     | 1967             | 1968                | Farbe            |
| 17      | 26     | 1968             | 1969                | Farbe            |
| 18      | 26     | 1969             | 1970                | Farbe            |

Zwischen dem 1. März 1952 und dem 24. April 1970 wurden insgesamt 452 Folgen produziert, davon 283 Folgen in Schwarz-Weiß und 169 Folgen in Farbe. 74 Folgen der Serie wurden im deutschen Sprachraum zuerst zwischen 1973 und 1985 auf der ARD im Vorabendprogramm ausgestrahlt; eine um 15 Folgen erweiterte Wiederholung erfolgte im Jahr 1984 auf RTLplus und 1992 auf Tele 5 mit insgesamt 89 synchronisierten Folgen. Synchronsprecher waren unter anderem Helgard Bruckhaus, Claus Jurichs, Norbert Langer, Joachim Nottke und Heinz Petruo.

### Wiederholte Ausstrahlungen
In den letzten Jahren der Serie wurden noch einige neue Folgen produziert, während ältere Folgen bereits in Wiederholung (Syndication) ausgestrahlt wurden. Das führte dazu, dass in einigen Regionen bzw. Märkten neue und ältere Folgen in Konkurrenz zueinander liefen. Um den Zuschauern die Unterscheidung zu erleichtern, wurden Folgen zusammengefasst und unter anderen Seriennamen und mit anderen Moderatoren erneut gezeigt; eine damals gängige Praxis, da es einfach war, die Moderationsteile und den Vorspann neu zu drehen, ohne den Hauptinhalt zu verändern.
So kam es zur Ausstrahlung einiger Varianten von Im Wilden Westen: der spätere Politiker Will Rogers junior moderierte die Auskopplung The Pioneers (mit einem anderen Sponsor), John Payne moderierte Call of the West, Dale Robertson Frontier Adventure, Ray Milland Trails West und Rory Calhoun das Western Star Theatre.
Die restaurierte Version von Im Wilden Westen wurde in den Vereinigten Staaten auf Grit TV ausgestrahlt sowie auf dem Westerns Channel des Bezahlfernsehanbieters Encore.

### Heimmedien
Bereits im Jahr 1989 erschienen in den Vereinigten Staaten einzelne Folgen durch Rhino Home Video auf VHS-Videokassetten. Shout! Factory veröffentlichte im Auftrag von Element 5 Media und Rio Tinto die ersten beiden Staffeln auf DVD (Region 1); beide Staffeln wurden als Walmart-Exklusivtitel in den Handel gebracht. Die dritte Staffel wurde am 21. März 2017 veröffentlicht, die dreizehnte Staffel folgte am 31. Juli 2017 und die vierzehnte Staffel am 2. Januar 2018 – ebenfalls als Exklusivtitel.
Die Staffeln 3 bis 12 und 15 bis 18 wurden bisher nicht veröffentlicht, was auch für die für einzelne Märkte abgeänderten Varianten mit geänderten Moderatoren und Titeln aus der Syndication gilt. Im deutschen Sprachraum gab es keinerlei Heimvideo-Veröffentlichungen.

## Rezeption
Ab der ersten Staffel der Fernsehserie stellte McCann-Erickson einen Anstieg der Verkaufszahlen ihres Produktes, „20 Mule Team Borax“, fest. Außerdem verzeichneten sie einen Anstieg der Besucherzahlen im Furnace Creek Inn, dem Resort im Death Valley, das Pacific Coast Borax gehörte und in dem die Stars und Crew der Serie während der Dreharbeiten lebten.
Death Valley Days gilt als die erfolgreichste, und unter Einbeziehung des Radioformates, am längsten laufende Westernserie im US-amerikanischen Fernsehen, die einem Drehbuch folgte. Das Ende der Serie im Jahr 1970, zusammen mit dem Ende von Bonanza im Jahr 1973 und Rauchende Colts im Jahr 1975, markierte das Ende der traditionellen Western-Ära im US-amerikanischen Fernsehen – ab Mitte der 1970er Jahre gehörten klassische Western der Vergangenheit an und es folgten moderne Abwandlungen wie Unsere kleine Farm, die zwar Westernelemente enthielten, aber andere Schwerpunkte setzten, beispielsweise die Familie oder das Leben in der damaligen Zeit.
Der Erfolg der Serie spiegelte sich auch in verschiedenen Fernseh- und Publikumspreisen wider:
- 1953: Billboard TV Film Show Award in der Kategorie „Best Western TV Film Program“ für Death Valley Days
- 1953: Freedoms Foundation für Ruth Woodman (Folge The Land of the Free)
- 1955: Nominierung für den Emmy Award in der Kategorie „Best Western or Adventure Series“ für Death Valley Days
- 1961: Western Heritage Award in der Kategorie „Best Factual Television Program“ für Ruth Woodman und Nat Perrin